# Philip Sachs
Philip Sachs, detto Cincy (1º aprile 1902 – Detroit, 19 dicembre 1973), è stato un allenatore di pallacanestro statunitense, professionista nella BAA.

## Carriera
Dopo aver guidato il Lawrence Institute of Technology dal 1936 al 1940, e la squadra indipendente dei Detroit Mansfields, venne assunto dai Detroit Falcons in 25 gennaio 1947 per rimpiazzare Glenn Curtis. Terminò la stagione con un record di 8 vinte e 18 perse.